# Zodarion lusitanicum
Zodarion lusitanicum là một loài nhện trong họ Zodariidae.
Loài này thuộc chi Zodarion. Zodarion lusitanicum được Cardoso miêu tả năm 2003.